# 刘竞
刘竞（1983年11月30日—），出生于河南省安阳市。毕业于北京电影学院02级表演系，曾就读于河南省安阳市第三实验中学（原安钢一中）。因出演张纪中版《倚天屠龍記》而被人所知。

## 影視作品
電視劇
- 2007年《四世同堂》飾 若霞（配音：閻萌萌）
- 2008年《好孕來臨》飾 陳曦
- 2009年《倚天屠龍記》飾 周芷若（配音：季冠霖）
- 2010年《三國》飾 大喬（配音：李世榮）
- 2011年《西游記》 飾 紫衫仙女